# Сиговка
Сиговка — река в России, протекает по Осташковскому району Тверской области. Длина реки составляет 8,2 км, площадь водосборного бассейна 118 км².
Река вытекает из озера Сиг на высоте 219,3 м, течёт на северо-восток, протекает через посёлок Сиговка, впадает в озеро Селигер на высоте 205,2 м. Около истока ширина реки — 5 метров, глубина — 1,5 метра.

## Данные водного реестра
По данным государственного водного реестра России относится к Верхневолжскому бассейновому округу, водохозяйственный участок реки — Волга от Верхневолжского бейшлота до города Зубцов, без реки Вазуза от истока до Зубцовского гидроузла, речной подбассейн реки — бассейны притоков (Верхней) Волги до Рыбинского водохранилища. Речной бассейн реки — (Верхняя) Волга до Куйбышевского водохранилища (без бассейна Оки).
Код объекта в государственном водном реестре — 08010100412110000000373.